# Воинское кладбище № 8 (Новы-Жмигруд)
 Памятник культуры Подкарпатского воеводства, регистрационный номер А-293 от 6 января 1991 года
Воинское кладбище № 8 — Новы-Жмигруд (пол.  Cmentarz wojenny nr 8 - Nowy Żmigród) — воинское кладбище, находящееся в окрестностях села Новы-Жмигруд, Ясленский повят, Подкарпатское воеводство. Кладбище входит в группу Западногалицийских воинских захоронений времён Первой мировой войны. На кладбище похоронены военнослужащие Австро-Венгерской, Германской и Российской армий, погибшие во время Первой мировой войны ноябре — декабре 1914 года и в мае 1915 года. Исторический памятник Подкарпатского воеводства.

## История
Кладбище было построено Департаментом воинских захоронений К. и К. военной комендатуры в Кракове в 1915 году по проекту австрийского архитектора Душана Юрковича. На кладбище площадью 1650 квадратных метра находится 27 братских и 157 индивидуальных могил, в которых похоронены 1 польский, 58 австрийских, 5 германских, 149 русских солдат из 32-го пехотного Кременчугского, 189-го Измаильского, 190-го Очаковского и 196-го Инсарского пехотных полков и 1 гражданское лицо.
6 января 1991 года кладбище было внесено в реестр исторических памятников Подкаратского воеводства (№ 293).

## Описание
Кладбище имеет прямоугольную форму и обнесено деревянной и каменной оградой. В центре кладбища находится памятник в виде пяти колонн, установленных на квадратном постаменте. На капителе колонн находится растительный орнамент.
Кладбище занимает отдельный квартал на приходском кладбище. Кладбище отличается от других западногалицийскх воинских захоронений тем, что известны имена пятидесяти из 149 погибших русских солдат.
Кроме военнослужащих, участвовавших в сражениях Первой мировой войны, на кладбище похоронены польский рекрут, погибший 11 февраля 1920 года во время Польско-советской войны и Мария Сколуда, расстрелянная немцами в 1945 году.